# Sidamulya (Karangpucung)
Sidamulya is een bestuurslaag in het regentschap Cilacap van de provincie Midden-Java, Indonesië. Sidamulya telt 1264 inwoners (volkstelling 2010).